# Musanga cecropioides
Musanga cecropioides (лат.) — дерево, вид рода Musanga семейства Крапивные (Urticaceae). Произрастает в тропической Африке от Сьерра-Леоне на юг до Анголы и на восток до Уганды. Оно характерно для вторичных лесов.

## Описание
Musanga cecropioides — дерево, достигающее высоты 45 м и диаметра ствола до 50 см. Ствол растения имеет бледно-беловато-жёлтый оттенок с шероховатой зернистой текстурой. Листья состоят из пальчато расположенных листочков, до двадцати шести вместе, образующих эксцентрический круг диаметром до 110 см. Самый нижний и самый большой листочек достигает 75 см в длину и 15 см в ширину.

## Экология
M. cecropioides — вид-первопроходец, легко появляющийся на новых вырубках леса. В Нигерии вместе с M. cecropioides на таких территориях быстро появляются раувольфия рвотная (Rauvolfia vomitoria), Terminalia ivorensis и харонга (Harungana madagascariensis). Пять лет спустя M. cecropioides становится доминирующим видом, образуя сомкнутый полог на высоте 10 м.

## Распространение
Musanga cecropioides произрастает в Западной и Западно-Центральной тропической Африке. Встречается в следующих странах и регионах: Ангола, Бенин, Кабинда, Камерун, Центральноафриканская Республика, Республика Конго, ДР Конго, Экваториальная Гвинея, Габон, Гана, Гвинея, острова Гвинейского залива, Кот-д'Ивуар, Либерия, Нигерия, Сенегал, Сьерра-Леоне, Того, Уганда.

## Использование
Древесина африканского пробкового дерева используется в самых разных целях: от изготовления плавучих средств, таких как плоты, до игрушек. Однако, древесина хрупкая, легко покрывается плесенью и тускнеет. Кроме этого, дерево традиционно используется в медицине народами банту в Центральноафриканской Республике, Габоне и Экваториальной Гвинее.

## Галерея

M. cecropioides
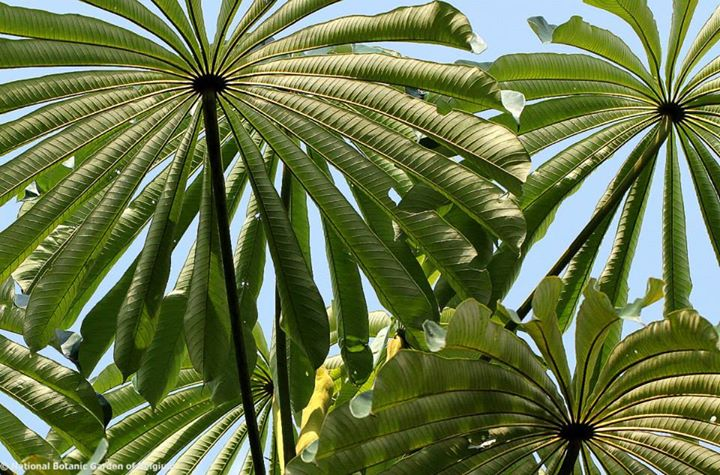
Листва
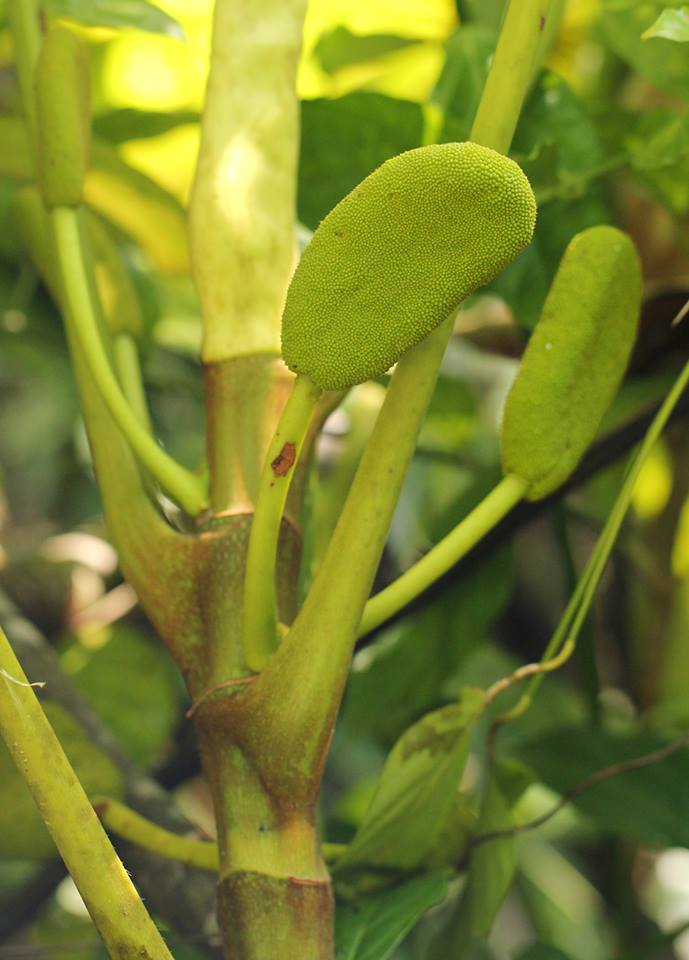
Женские цветки
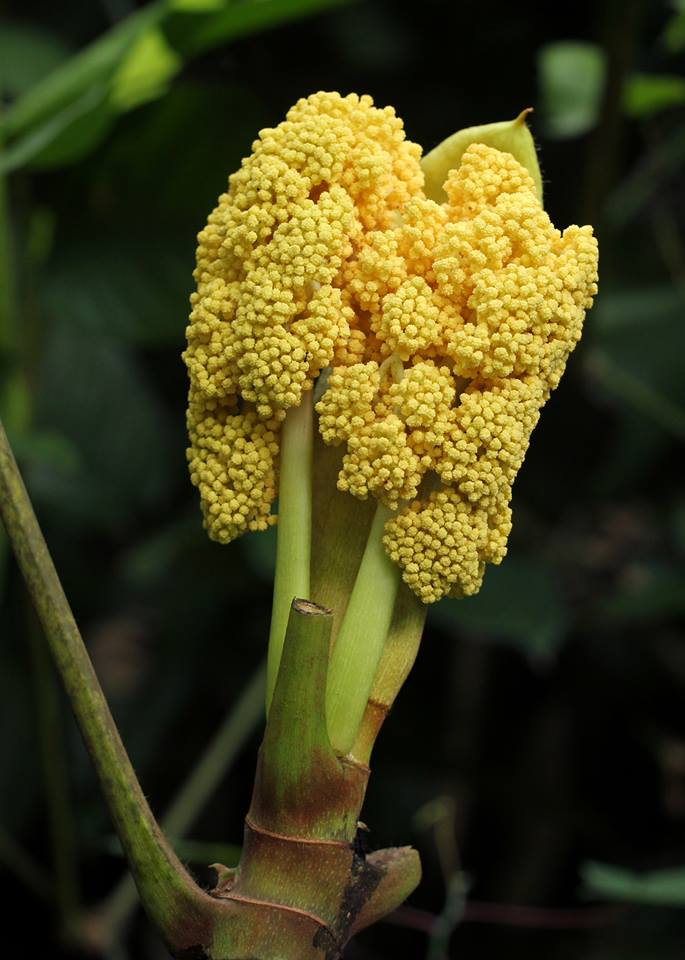
Мужские цветки
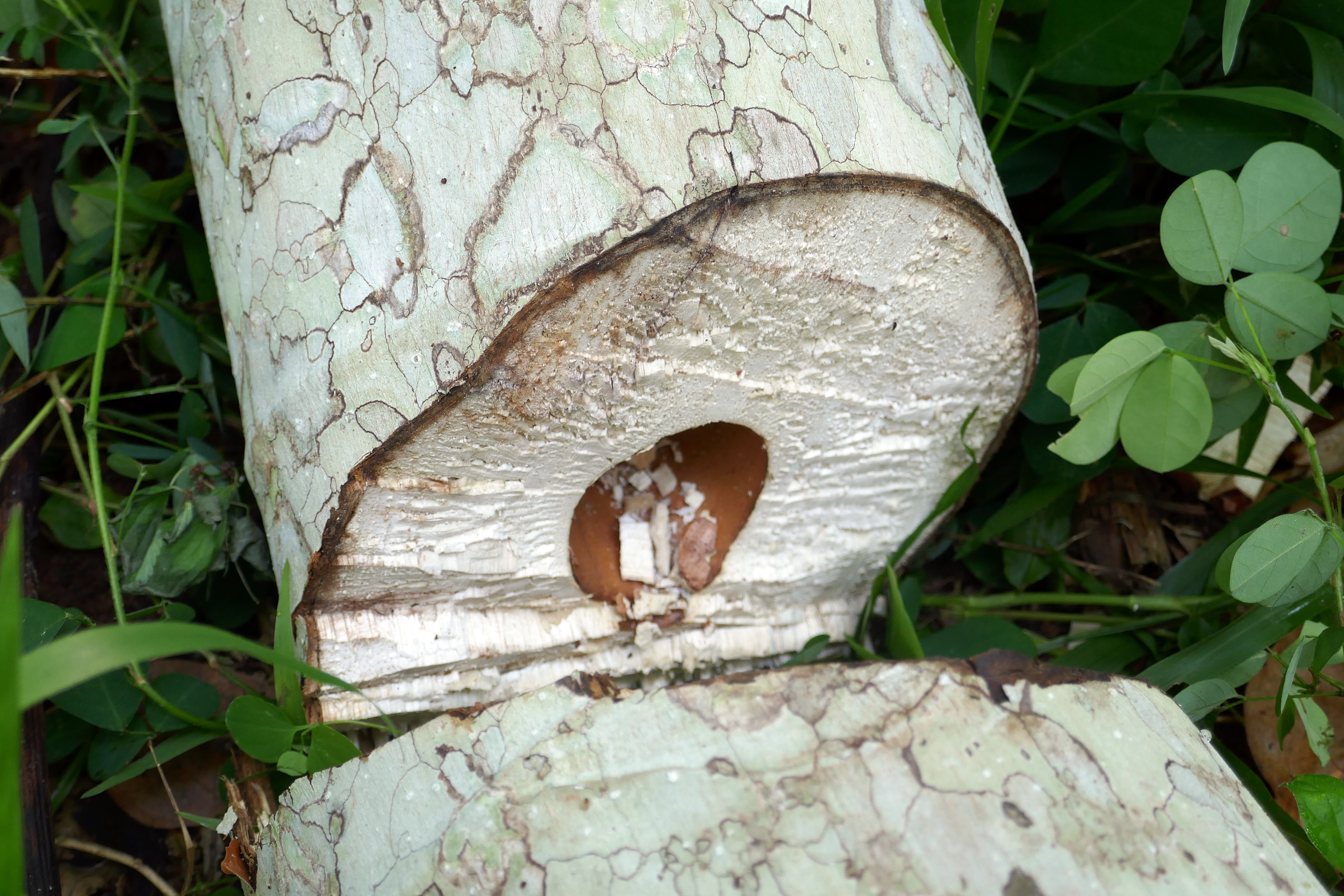
Срез ствола